# Dilophodelphis
Dilophodelphis — вимерлий рід платаністових з морських відкладень раннього міоцену (бурдігальські) в штаті Орегон. Типовий вид Dilopodelphis fordycei був названий у 2017 році.

## Біологія та опис
Дилофодельфіс відрізняється від інших вимерлих родичів південноазіатського річкового дельфіну тим, що має збільшені надорбітальні гребені й цим нагадує гребені тероподового динозавра Dilophosaurus.